# Columnosphaeria sarothamni
Columnosphaeria sarothamni är en svampart som beskrevs av Munk 1953. Columnosphaeria sarothamni ingår i släktet Columnosphaeria och familjen Dothioraceae.   Inga underarter finns listade i Catalogue of Life.